# Nellikkuppam
Nellikkuppam är en ort i Indien.   Den ligger i distriktet Cuddalore och delstaten Tamil Nadu, i den södra delen av landet, 1 900 km söder om huvudstaden New Delhi. Nellikkuppam ligger 19 meter över havet och antalet invånare är 44 423.
Terrängen runt Nellikkuppam är platt. Runt Nellikkuppam är det mycket tätbefolkat, med 1 095 invånare per kvadratkilometer. Närmaste större samhälle är Cuddalore, 11,0 km öster om Nellikkuppam. Trakten runt Nellikkuppam består till största delen av jordbruksmark.